# Dendrochirus barberi
Dendrochirus barberi är en fiskart som först beskrevs av Steindachner, 1900.  Dendrochirus barberi ingår i släktet Dendrochirus och familjen Scorpaenidae. Inga underarter finns listade i Catalogue of Life.